# خولیو ایگلسیاس (بازیکن فوتبال)
خولیو ایگلسیاس (انگلیسی: Julio Iglesias؛ زادهٔ ۲۶ سپتامبر ۱۹۷۲) بازیکن فوتبال اهل اسپانیا است.
از باشگاه‌هایی که در آن بازی کرده‌است می‌توان به باشگاه فوتبال رئال وایادولید، باشگاه فوتبال آلباسته بالومپیه، باشگاه فوتبال آلمریا، باشگاه فوتبال کوردوبا، باشگاه فوتبال بارسلونا بی، باشگاه فوتبال لگانس، باشگاه ورزشی تنریف، باشگاه فوتبال خرز، و باشگاه فوتبال بارسلونا اشاره کرد.
وی همچنین در تیم‌های ملی فوتبال زیر ۱۶ سال اسپانیا و زیر ۱۸ سال اسپانیا بازی کرده‌است.